# Еганов, Александр Васильевич
Ега́нов, Алекса́ндр Васильевич (род. 5 декабря 1949 года, Тюбук, Челябинская область) — советский, российский учёный и педагог в области физической культуры, тренер-преподаватель по дзюдо. Кандидат в мастера спорта по самбо и дзюдо. Доктор педагогических наук, профессор кафедры теории и методики борьбы Уральского государственного университета физической культуры, профессор кафедры физического воспитания и здоровья Института спорта, туризма и сервиса Южно-Уральского государственного университета.
Автор свыше 500 научных трудов по проблемам совершенствования тренировочного процесса дзюдоистов, в том числе девяти монографий и трёх учебников, два из которых — с грифом «Допущено Федеральным агентством по физической культуре и спорту».

## Биография
Родился 5 декабря 1949 года в посёлке Тюбук Челябинской области).
C 1967 по 1973 год работал фрезеровщиком в НИИ приборостроения (Снежинск).
В 1979 окончил Челябинский государственный институт физической культуры (ЧГИФК).
Кандидат в мастера спорта по самбо и дзюдо (1979).
С 1979 года — работа в ЧГИФК: преподаватель, старший преподаватель (1986), доцент (1990), профессор (с 2001) кафедры борьбы УралГАФК.
Кандидат педагогических наук (1986, Всероссийский научно-исследовательский институт физической культуры и спорта).
Доктор педагогических наук (1999, УралГАФК). Тема диссертации — «Управление тренировочным процессом повышения спортивного мастерства дзюдоистов», специальность 13.00.04 — теория и методика физического воспитания, спортивной тренировки и оздоровительной физической культуры.
C 2011 года — профессор кафедры физического воспитания и здоровья Института спорта, туризма и сервиса Южно-Уральского государственного университета.
Основатель научной школы «Теоретико-методическое обоснование педагогической системы формирования спортивного мастерства в видах единоборств».
Учёное звание — доцент (1990).
Под научным руководством А. В. Еганова было защищено 10 кандидатских диссертаций.

## Основные труды

### Монографии
- Еганов А. В. Управление тренировочным процессом высококвалифицированных дзюдоистов : монография. — Челябинск: Издательский дом Обухова, 1998. — 146 с.
- Еганов А. В. Теоретико-методическое обоснование педагогической системы формирования спортивного мастерства в дзюдо : монография. — Челябинск: Издательский дом Обухова, 1999. — 176 с.
- Еганов А. В. Обоснование модели тренировки дзюдоистов на этапе максимальной реализации индивидуальных возможностей : монография. — Челябинск: УралГУФК, 2009. — 161 с.
- Еганов А. В., Пашкевич Г. А., Луньков А. В., Мурог И. А., Денисов И. Н. Подготовка спортсменов-гиревиков высокой квалификации в условиях военного вуза : монография // Подготовка спортсменов-гиревиков высокой квалификации в условиях военного вуза. — Челябинск: ЧВВАКИУ, 2009. — 175 с.
- Еганов А. В. Формирование спортивного мастерства на этапе максимальной реализации индивидуальных возможностей. — Челябинск: ЧЮИ МВД России, 2009. — 168 с.
- Еганов А. В. Обоснование модели тренировки дзюдоистов на этапе максимальной реализации индивидуальных возможностей : монография / Федеральное агентство по физической культуре и спорту, Министерство по физической культуре, спорту и туризму Челябинской области, ФГОУ ВПО Уральский государственный университет физической культуры. — Челябинск : Уральский государственный университет физической культуры, 2009. — 162 с. — ISBN 978-5-93216-308-5[5]
- Еганов, А. В. Теория и методика спортивной тренировки дзюдоистов : монография. — М.: Теории и практика физической культуры, 2014. — 231 с. — ISВN 978-5-93512-062-7
- Еганов А. В., Быков В. С., Черепов Е. А., Романова Л. А., Никифорова С. А., Кокин В. Ю. Психическое здоровье обучающейся молодёжи // Современные концепции профессионального образования студенческой молодежи : монография / Под ред. Нагорновой А. Ю. — Ульяновск: SIMJET, 2015. — 496 с.
- Еганов А. В., Быков В. С., Черепов  Е. А., Романова Л. А.,  Никифорова С. А., Кокин В. Ю. Психическое здоровье обучающейся молодёжи : монография / Отв. ред. Нагорнова А. Ю. — Ульяновск: SIMJET, 2015. — 496 с. — ISBN 978-5-9907022-3-3.

### Учебники, учебные пособия
- Еганов А. В. Индивидуализация подготовки дзюдоистов на основе самооценки соревновательной деятельности: Учеб. пособие. — Челябинск: 1997.
- Еганов А. В. Управление тренировочным процессом высококвалифицированных дзюдоистов. — Челябинск: 1998.
- Еганов А. В. Славянское боевое искусство «Тризна»: Учебное пособие. — Челябинск, 1999.
- Еганов А. В. Дзюдо : учебник для студентов физкультурных ВУЗов, обучающихся по направлению 032100 — «Физическая культура» и специальности 032101 — «Физическая культура», а также для слушателей системы повышения квалификации" / Федеральное агентство по физической культуре и спорту, Уральский государственный университет физической культуры. — Челябинск : УралГУФК, 2008. — 350 с. — ISBN 978-5-93216-288-0[6]

## Членство в научном и экспертном советах, редколлегии
- Член диссертационного совета ЮУрГУ: Д311.005.01
- Член экспертного совета Уральского государственного университета физической культуры
- Член редколлегии журнала «Вестник Оренбургского государственного педагогического университета» по специальности 13.00.04[2]

## Награды
- Медаль «80 лет Госкомспорту России» (2003)
- Почётный знак «За заслуги в развитии физической культуры и спорта» (2009)[2]